# VEF I–12
Az I–12 lett gyártmányú kétszemélyes gyakorló és sportrepülőgép, melyet  Kārlis Irbītis tervezett az 1930-as évek második felében. A gépből 12 darabot épített a rigai Állami Elektrotechnikai Gyár (VEF).

## Története
Tervezését 1936 novemberében kezdte el a csak prototípus szintjén maradt I–11 továbbfejlesztéseként Kārlis Irbītis. A gép aerodinamikai elrendezése és konstrukciója az elődtípuséra hasonlít. A prototípus 1937 júniusában készült el, amellyel június 26-án hajtották végre az első felszállást a splivei repülőtéren.
A 2000-es évek elején Juris Grīnsbergs nyugdíjas tornatanár elkészítette a gép replikáját. 2002-ben kezdte el a munkát. Ehhez sikerült beszereznie az eredeti tervrajzokat, amelyet a Lett Történeti Múzeum őriz. A repülőgépépítéshez szükséges faanyagot Finnországból szerezte be.

## Műszaki adatok

### Geometriai méretek és tömeg-adatok
- Hossz: 7,1 m
- Fesztávolság: 9,3 m
- Magasság: 1,9 m
- Szárnyfelület: 11,3 nm
- Üres tömeg: 458 kg
- Felszálló tömeg: 680 kg
- Maximális felszálló tömeg: 1060 kg

### Motor
- Motor: 1 db Blackburn Cirrus Minor négyhengeres léghűtéses benzinmotor
- Teljesítmény: 67 kW (90 LE)

### Repülési jellemzők
- Maximális sebesség: 230 km/h
- Utazósebesség: 198 km/h
- Hatótávolság: 724 km
- Legnagyobb repülési magasság: 8000 m
- Emelkedőképesség: 444 m/min
- Leszállósebesség: 76 km/h